# (46610) Bésixdouze
(46610) Bésixdouze (1993 TQ1) is een planetoïde die op 15 oktober 1993 werd ontdekt door de Japanse astronomen Kin Endate en Kazuo Watanabe. De planetoïde kreeg destijds het nummer 46610. De huidige naam - Frans voor "Be zes twaalf" - is een initiatief van de Franse amateur-astronoom José Frendelvel.
In het boekje De kleine prins van de Franse schrijver Antoine de Saint-Exupéry woont de hoofdpersoon op een planetoïde die B612 wordt genoemd. In de naamgevingssystematiek van planetoïden is dat geen bruikbare naam, maar B612 kan worden beschouwd als de hexadecimale notatie van 46610. Daarop deed Frendelvel op 22 september 2002 het naamgevingscomité voor kleine hemellichamen de suggestie de planetoïde om te dopen in Petit Prince of B612. Brian Marsden van het comité antwoordde hierop dat de eerste naam al in gebruik was voor de maan van (45) Eugenia en dat de tweede suggestie niet bruikbaar was omdat in namen van planetoïden nummers niet zijn toegestaan. Hij stelde Besixtwelve of, nog beter, Bésixdouze voor. Na overleg met de Japanse ontdekkers werd de planetoïde omgedoopt.